# لورانس وينر
لورانس وينر (بالإنجليزية: Lawrence Weiner)‏ هو رسام وفنان أمريكي، ولد في 10 فبراير 1942 في ذا برونكس في الولايات المتحدة.

## وصلات خارجية
- لورانس وينر على موقع IMDb (الإنجليزية)
- لورانس وينر على موقع الموسوعة البريطانية (الإنجليزية)
- لورانس وينر على موقع مونزينجر (الألمانية)
- لورانس وينر على موقع ميوزك برينز (الإنجليزية)
- لورانس وينر على موقع ديسكوغز (الإنجليزية)
- لورانس وينر على موقع قاعدة بيانات الفيلم (الإنجليزية)